# Roc Nation
Roc Nation is een Amerikaans platenlabel opgericht door Jay-Z.

## Geschiedenis
In april 2008 ging Live Nation een partnerschap aan met Jay-Z en werd Roc Nation opgericht. Roc Nation behelst het platenlabel Star Roc en het entertainment bedrijf Takeover Roc Nation, gevestigd in Groot-Brittannië.

## Artiesten
| Artiest         | Sinds     | Roc Nation Albums | Star Roc Albums |
| --------------- | --------- | ----------------- | --------------- |
| Jay-Z           | Oprichter | 2                 | —               |
| J. Cole         | 2009      | 1                 | —               |
| Alexis Jordan   | 2010      | —                 | 1               |
| Bridget Kelly   | 2010      | —                 | —               |
| Hugo            | 2010      | 1                 | —               |
| Jay Electronica | 2010      | —                 | —               |
| Rita Ora        | 2010      | 1                 | —               |
| Willow Smith    | 2010      | —                 | —               |
| Rihanna         | 2010      | 4                 | —               |
| K Koke          | 2011      | —                 | —               |
| Dorothy         | 2015      | 3                 | __              |